# أكما (تراث شعبي)
الأكما (بالإنجليزية: The akuma)‏، (باليابانية: 悪魔)، هي روح نارية شريرة في الفلكلور الياباني. توصف أيضًا بأنها فئة من الكائنات غير المحددة التي تجلب الآلام والمصائب إلى البشر.

## التاريخ
ظهرت الأكما أو الأكوما لأول مرة في النصوص البوذية، إلا أنها أصبحت أكثر شعبية خلال فترة هييآن من 794 إلى 1186 م. وفي وقت لاحق، ربط الاستخدام العامي اسم (أكما) بالشيطان المسيحي. ولأن التوحيد لم يكن بذلك الحضور الملفت، فلم يكن هنالك عدو ومعارض لله، وبسبب ذلك فقد أصبح أكما هو المعادل للشيطان لإحداث نوع من التوازن.
تقليديا، يصف اليابانيون المرض العقلي بأنه نتيجة مباشرة لوجود الأرواح الشريرة، وخاصة من قبل أكما.